# Wielandstraße (Weimar)

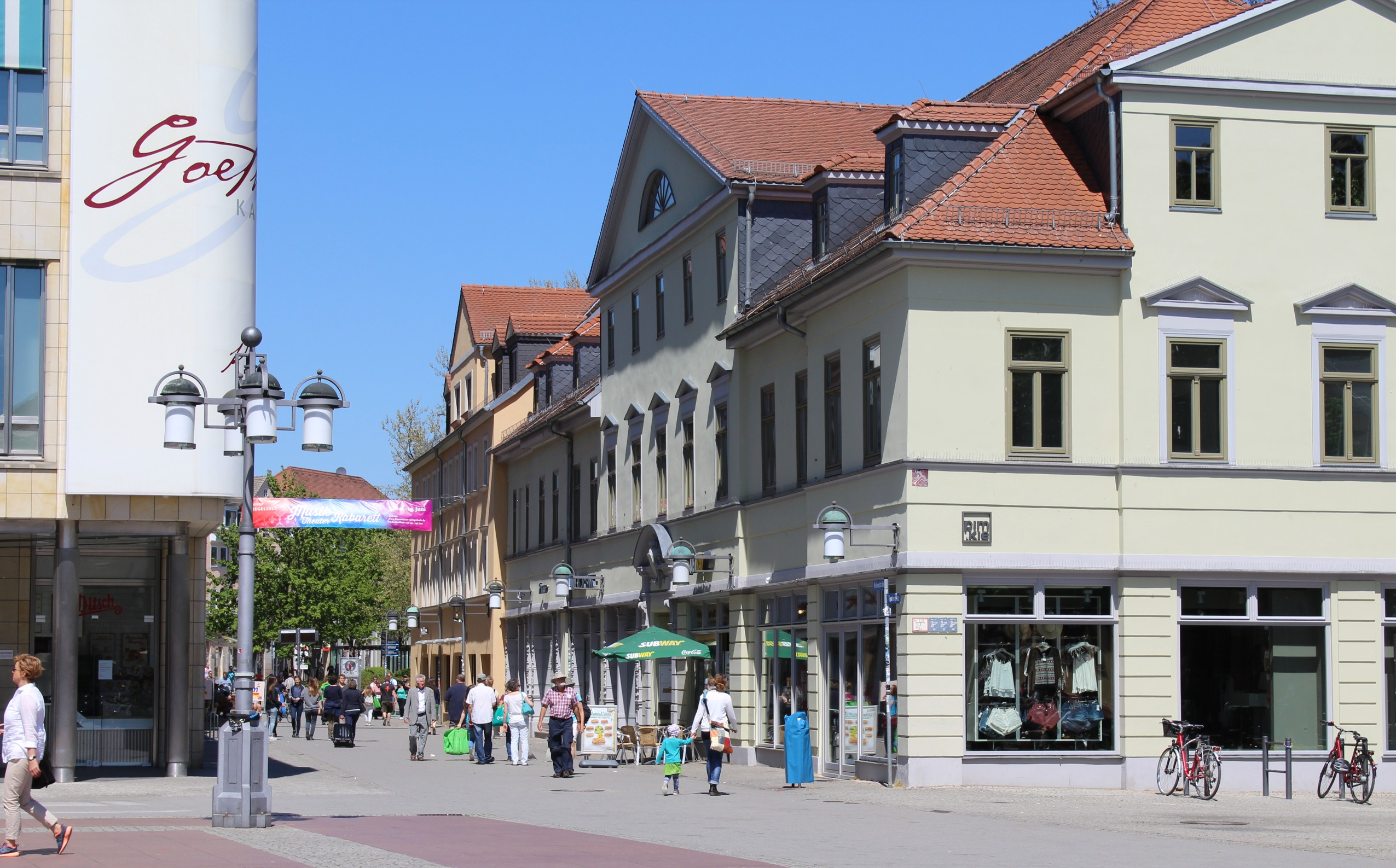
Eingang in die Wielandstraße

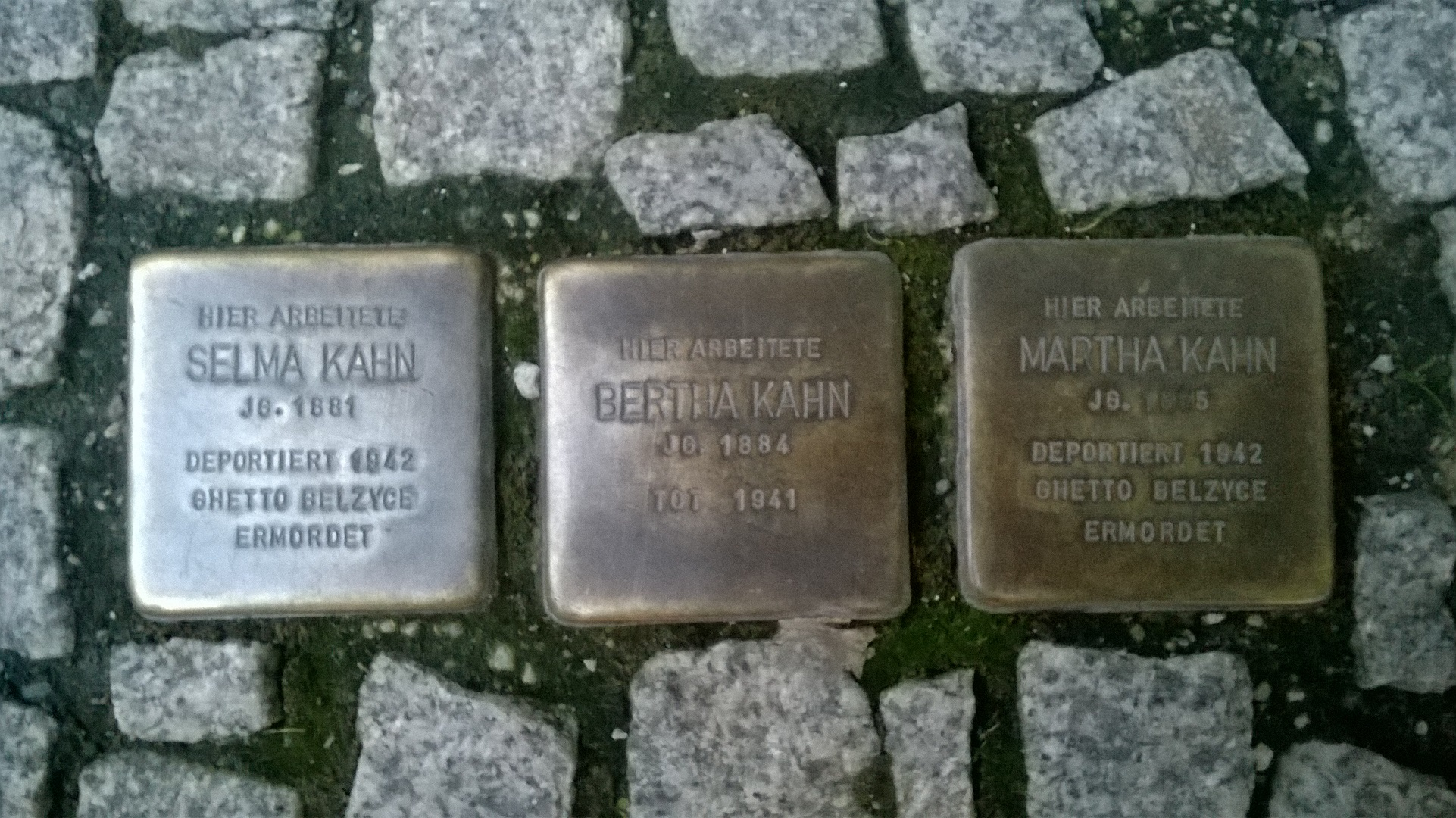
Stolpersteine Wielandstraße 2

Die Wielandstraße in Weimars Altstadt ist eine Fußgängerstraße, die den Theaterplatz mit dem Goetheplatz verbindet.
Durch diese Straße lief ursprünglich die mittelalterliche Weimarer Stadtbefestigung.
In der westlichen Straßenfront steht das Haus, das Christoph Martin Wieland von 1806 bis zu seinem Tode 1813 bewohnte. Es ist die Hausnummer 1 und trägt eine Inschrift des Namensgebers. Dieses Haus entstand 1773 und war ein schlichter zweigeschossiger Barockbau mit Mansarddach, der 1896 stark verändert wurde, sein Garten grenzte an den Theaterplatz. Die Ostseite der Wielandstraße wurde um 1820 mit klassizistischen Wohnhäusern bebaut. An der Ecke zum Theaterplatz entstand 1897 das Wohn- und Geschäftshaus August Bosse, an dessen Stelle 1996 ein neues Kaufhaus entstand. In der Wielandstraße 2 ließ der Arzt Wilhelm Ernst Christian Huschke 1819/20 ein noch existierendes Haus errichten. Huschke war Leibarzt der Familie Goethe und bei der Obduktion Friedrich Schillers dabei. Der Entwurf für das Haus kam von Clemens Wenzeslaus Coudray. Vor der Wielandstraße 2 sind Stolpersteine in das Straßenpflaster eingelassen.
Die gesamte Wielandstraße steht auf der Liste der Kulturdenkmale in Weimar (Sachgesamtheiten und Ensembles).